# Skykomish
Die Skykomish sind ein im US-Bundesstaat Washington lebender indianischer Stamm. Die Skykomish, früher auch Skai-whamish genannt, leben entlang des Skykomish River, zwischen dem heutigen Sultan und nördlich von Index, im nordwestlichen King County. Ihr traditionelles Gebiet umfasste knapp 950.000 Acre.

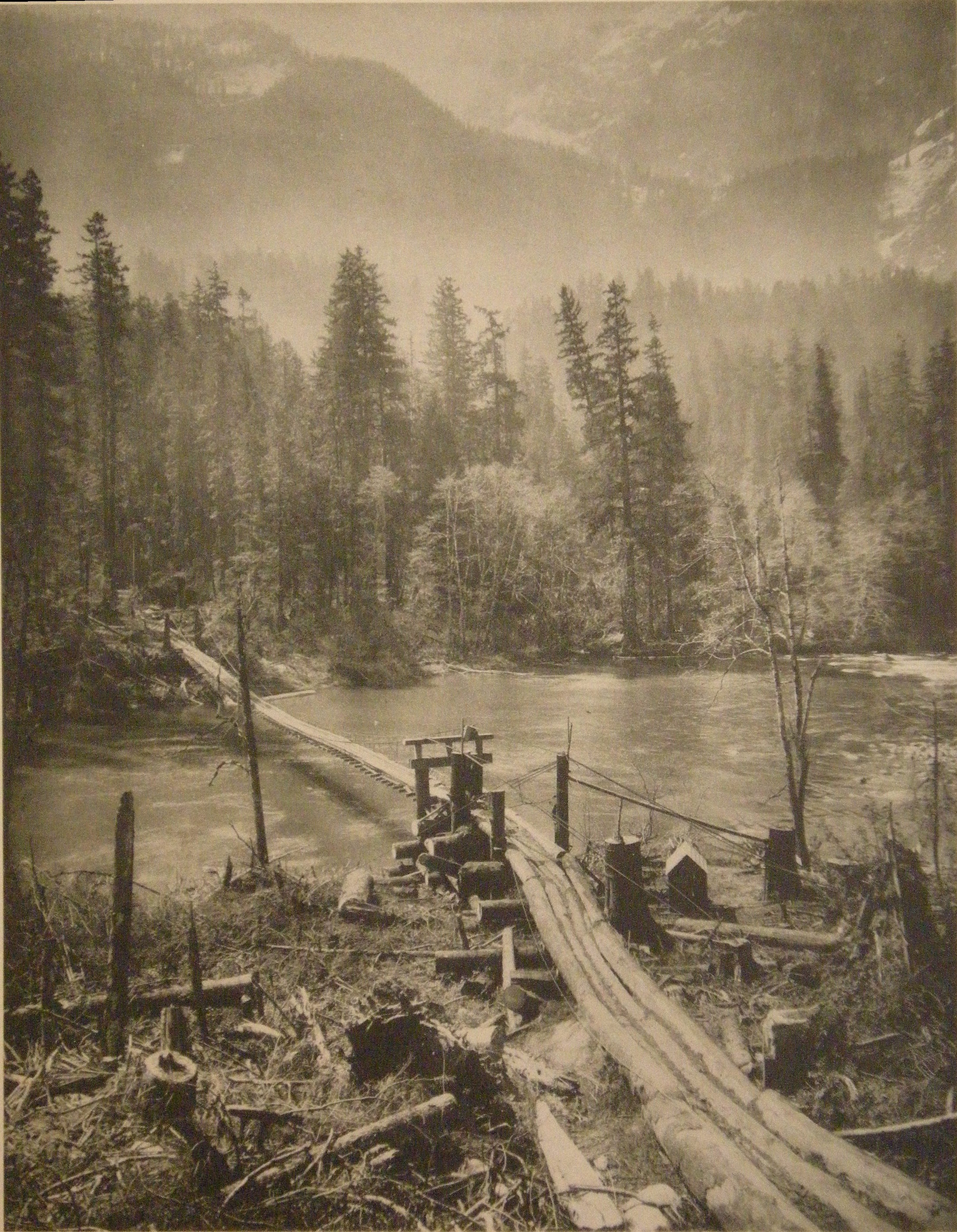
Der Holzeinschlag veränderte das Gebiet der Skykomish grundlegend: Holzfällerbrücke über den Skykomish River, 1910, Foto: Asahel Curtis

Sie sprechen einen Dialekt der südwestlichen Küsten-Salish, das Lushootseed. Der Dialekt der Skykomish stand dem der Snohomish und der Skagit sprechenden Gruppen nahe, während das Snoqualmie dem der weiter im Süden lebenden Nisqually näher stand. Dennoch galten die Skykomish als eine Unterabteilung der Snoqualmie.
Ihr Name bedeutet Volk oder Leute des Binnenlandes (Skaikh: Binnenland, mish: Volk, Leute). Der heutige Ort Skykomish erhielt 1893 den Namen des Stammes.

## Geschichte
Das Wohngebiet des Stammes lag am Skykomish River, während die Winterdörfer weiter flussabwärts bei den heutigen Städten Monroe, Index und Gold Bar zu finden waren.
Wie alle Küsten-Salish, so führten die Skykomish saisonale Wanderungen in Abhängigkeit von Lachs, Wild und Vegetationszyklen durch. Diese führten dazu, dass nur im Winter feste Häuser bezogen wurden, die als Plankenhäuser bekannt sind. So nutzten sie etwa die Umgebung der heutigen Stadt Skykomish als temporäre Lagerstelle in der Jagd- und Sammelsaison. Insgesamt war ihre Orientierung jedoch stärker auf das Land als auf die Küste gerichtet. Von dort bezogen sie Hundehaar, das sie für ihre Decken aus Ziegenhaar, Gras und Federn brauchten.
Mit ihren Kanus betrieben sie Handel im Puget Sound und bis zum Fraser River. Über diesen Handel schleppten sie aber auch europäische Krankheiten ein, wie Pocken. Nur wenige hundert Stammesmitglieder überlebten die Epidemien. Zudem kam es mit Klickitat und Klallam auch zu kriegerischen Auseinandersetzungen.

### Handel mit Europäern
George Vancouver landete im Puget Sound südlich von Hebolb am 4. Juni 1792. Er beanspruchte den Sound im Namen König Georgs III. und gab dem Sound den Namen „Puget“, dazu belegte er Port Gardner Bay und Port Susan Bay mit Namen.
Ähnlich wie die Snoqualmie, so handelten die Skykomish mit den Angestellten der Hudson’s Bay Company im 1833 gegründeten Fort Nisqually. Sie griffen es auch mit ihnen zusammen 1849 an.
1849 schätzte Superintendent Joseph Lane ihre Zahl auf 450, die gleiche Zahl, auf die die Schätzung von 1855 kam. Im Puget-Sound-Krieg blieben sie unter ihrem Oberhäuptling Patkanim neutral.

### Der Vertrag von Point Elliott
Bei den Verhandlungen zum Vertrag von Point Elliott vertrat der Snoqualmie-Häuptling Patkanim (circa 1808–1858) die Snohomish, Snoqualmie und Skykomish. Um die zu erwartenden Unruhen notfalls zu unterdrücken, wurden Truppen herangeschafft.
Company I, das Erste Regiment der Washington-Territory-Freiwilligen unter Colonel Isaac Ebey (1818–1857) sollte ein Fort am Snohomish River bauen. Im November 1855 brachte ein Schoner die Männer zu einer kleinen Insel am später so genannten Ebey Slough, eine Meile südöstlich von Lowell, wo eine primitive Festung namens Fort Ebey entstand. Sie wurde jedoch bereits nach dem folgenden Winter wieder aufgegeben.
Obwohl die Skykomish zu den Stämmen gehörten, die 1855 den Vertrag von Point Elliott (heute Mukilteo) unterzeichneten und in die Tulalip Reservation am Puget Sound ziehen sollten, bestand noch um 1900 ein Skykomish-Dorf mit 240 Einwohnern bei Gold Bar. 1871 ist das Jahr der letztmaligen statistischen Erfassung einer Gruppe des Namens Skykomish. Landzuweisungen, Wohnprogramme und dergleichen erwähnen sie nicht mehr. Ein Teil von ihnen wird Nicht-Stammesmitglieder geheiratet haben, oder Weiße.
Dennoch war der Vertrag von Point Elliott in seinen Schutzbestimmungen und in seiner Definitionsgewalt für die beteiligten 22 Stämme von zentraler Bedeutung. Immer wieder wurde seine Einhaltung verlangt und die Anerkennung der Unterzeichnerstämme gefordert. Doch bis 1934 verfolgte die Regierung ein Programm der Auflösung der Stämme in Individuen. Dagegen wehrten sich die Stämme, zunehmend unter Teilnahme einer inzwischen entstandenen, medialen Öffentlichkeit (vgl. Snoqualmie (Volk)#Das große Treffen von 1933).

### Der Kampf um Anerkennung und Landrechte
1960 wurde die Landforderung der Skykomish mit dem Hinweis zurückgewiesen, dass sie ja nicht mehr in ihrem traditionellen Gebiet wohnten. Doch 1965 wurde erstmals anerkannt, dass sie ein eigener Stamm seien und nicht zu den Snoqualmie gehörten.
Am 23. September 1968 fällte die Indian Claims Commission ein Urteil zugunsten der Snoqualmie (die für den einstigen „Unterstamm“ (sub tribe) die nötigen Anträge stellten) und Skykomish und bot eine geringe Entschädigung für das verlorene Land.
1974 wurde ihnen durch das Boldt-Urteil (Boldt decision), das nur den anerkannten Stämmen ihre vertraglichen Fischereirechte zusicherte, diese Rechte zuerkannt – im Gegensatz zu den Samish, Duwamish, Snohomish und Steilacoom. Sie waren zu dieser Zeit keine anerkannten Stämme.

## Aktuelle Situation
Durch die Privatisierungspolitik und durch die Verbindung mit Angehörigen anderer Stämme sind die Skykomish als eigener Stamm praktisch nicht mehr erkennbar.